# 몬스터유니온
몬스터유니온(영어: Monster Union)은 대한민국의 드라마 제작사다. 2016년 6월 9일 설립되었으며, 한국방송공사(KBS)의 자회사다.
한편, 이정섭 유현기 유호진 PD 등 간판급 연출자들이 KBS에서 해당 회사로 옮겨갔으며 2016년 8월 KBS를 떠난 서수민 전 KBS 예능본부 PD가 예능 부문장으로 발탁됐고 KBS 미디어의 드라마사업팀을 2017년 8월 양도받았다.
그러나,  2018년 말 예능 부문을 정리하면서 서수민 부문장과 유호진 PD 등 예능 부문 소속 연출자들이 2019년 1월 회사를 떠난 뒤 현재는 드라마에만 주력하고 있으며 유현기 PD가 2020년을 끝으로 해당 회사를 퇴사한 후 유하 영화감독, 지영수 프리랜서 PD를 영입했다.